# Liste der portugiesischen Botschafter in Albanien
Die Liste der portugiesischen Botschafter in Albanien listet die Botschafter der Republik Portugal in Albanien auf. Die beiden Länder unterhalten seit 1977 diplomatische Beziehungen.
1988 akkreditierte sich erstmals ein portugiesischer Vertreter in Albanien. Eine eigene Botschaft eröffnete Portugal dort bisher nicht (Stand August 2019). Das Land gehörte anfangs zum Amtsbezirk des portugiesischen Botschafters in Bulgarien, heute zu demjenigen in Italien, der dazu in Albanien doppelakkreditiert wird.
In der albanischen Hauptstadt Tirana besteht ein portugiesisches Honorarkonsulat.

## Missionschefs
| Name                                    | Bild                              | Amtszeit                          | Anmerkungen                       |
| Flagge der Volksrepublik Albanien       | Flagge der Volksrepublik Albanien | Flagge der Volksrepublik Albanien | Flagge der Volksrepublik Albanien |
| --------------------------------------- | --------------------------------- | --------------------------------- | --------------------------------- |
| José Morais da Cunha Matos              |                                   |                                   | am 17. November 1988 akkreditiert |
| Flagge der Republik Albanien            |                                   |                                   |                                   |
| Heitor Manuel Prestes Maia e Silva      |                                   | 1995 – Mai 1999                   | am 8. März 1995 akkreditiert      |
| António Augusto Carvalho de Faria       |                                   | 1999 – 2. November 2000           |                                   |
| José César Paulouro das Neves           |                                   |                                   | am 17. Mai 2000 akkreditiert      |
| Fernando Manuel D’Oliveira Neves        | 31. März 2009 – 28. Februar 2012  |                                   | am 29. April 2009 akkreditiert    |
| Manuel Lobo Antunes                     |                                   | 5. Dezember 2012 – 18. Juli 2016  | am 6. März 2013 akkreditiert      |
| Francisco Maria de Sousa Ribeiro Telles |                                   | 14. Juni 2017 – 2018              |                                   |
| Pedro Nuno de Abreu e Melo Bártolo      |                                   | seit Dezember 2018                |                                   |